# Kameralamt Tuttlingen
Das Kameralamt Tuttlingen war eine Einrichtung des Königreichs Württemberg, die im Amtsbezirk Besitz und Einkommen des Staates verwaltete. Es bestand von 1806 bis 1922 zumeist in Tuttlingen und hatte seinen Sitz von 1843 bis 1874 vorübergehend in Wurmlingen. Das Kameralamt wurde im Rahmen der Neuordnung der Staatsfinanzverwaltung im Königreich Württemberg geschaffen. 

## Geschichte
Gemäß Verordnung vom 14. Juli 1807 wurde das Patrimonialamt des Freiherrn von Enzberg in Mühlheim dem Kameralamt Tuttlingen zugeteilt.
Laut Verordnung vom 6. Juni 1819 hat das Kameralamt Tuttlingen vom Kameralamt Ebingen die Orte Nusplingen mit Heidenstadt, Obernheim, Renquishausen und Kolbingen sowie das Forstrevier Tuttlingen im Forstamt Rottweil übernommen.
Durch Verordnung vom 6. März 1843 hat das Kameralamt Wurmlingen vom nach Spaichingen verlegten Kameralamt Rottenmünster die Orte Mühlhausen, Trossingen und Weigheim übernommen und dagegen an das Kameralamt Spaichingen die Orte Böttingen, Bubsheim, Dürbheim, Egesheim, Königsheim, Mahlstetten, Nusplingen, Obernheim und Reichenbach sowie das Forstrevier Talheim abgetreten.
Gemäß Verfügung vom 11. Mai 1875 wurde das Kameralamt Wurmlingen nach Tuttlingen zurückverlegt.